# Mouvements annexionnistes du Canada

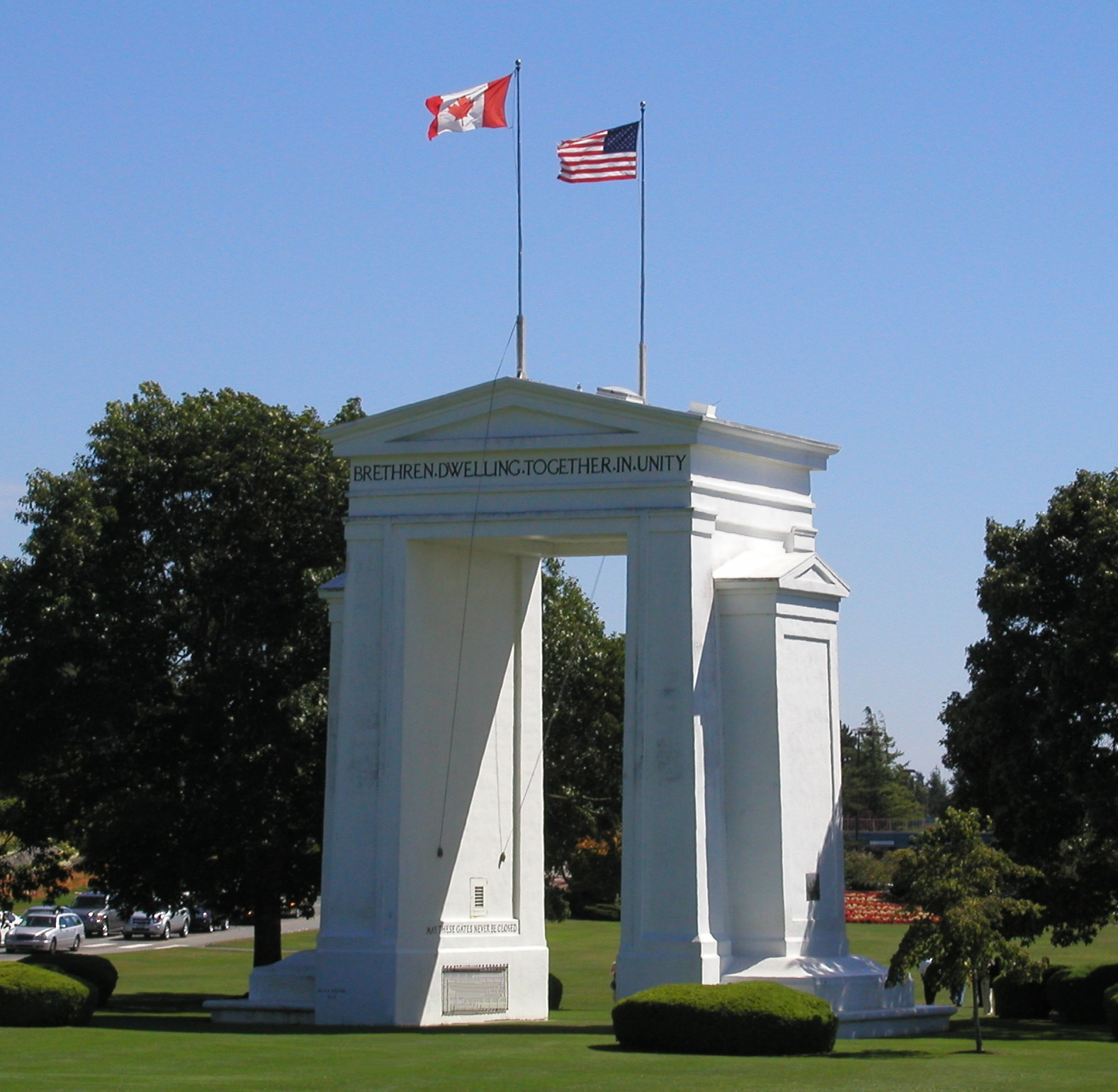
L’arche de paix entre la frontière du Canada et des États-Unis

Les mouvements annexionnistes du Canada sont des mouvements en faveur de l'annexion des provinces et territoires du Canada aux États-Unis.
Dans les premières années des États-Unis, plusieurs personnalités politiques américaines étaient en faveur de l'invasion et de l'annexion du Canada, et avaient même préapprouvé l'admission du Canada au sein des États-Unis dans les Articles de la Confédération de 1777. Les échecs des Américains à parvenir à ce but, tant lors de la Révolution américaine que de la Guerre anglo-américaine de 1812, conduisent progressivement à l'abandon de manœuvres sérieuses pour l'annexion.

« Depuis le traité de Washington en 1871, lorsqu'ils ont d'abord reconnu de facto le nouveau Dominion du Canada, les États-Unis n'ont jamais suggéré ou fait la promotion d'un mouvement annexionniste au Canada. Aucune force sérieuse n'est apparue sur la scène politique américaine dans le but de persuader ou de contraindre les Canadiens à se joindre aux États-Unis. Et, à vrai dire, aucune initiative sérieuse en ce sens n'a non plus été entreprise du côté canadien. »

— Joseph Levitt, historien.
La proportion de la population canadienne appuyant une potentielle annexion était de 7 % en 2004 (lors d'une étude réalisée par la firme Léger Marketing en 2004). En mars 2025, au-delà de 90 % de la population canadienne est opposée au projet de rejoindre les États-Unis.

## Groupes annexionnistes historiques

### 1837
Les mouvements annexionnistes historiques au Canada sont généralement nés d'une insatisfaction à l'égard du gouvernement colonial britannique. Des groupes d'immigrants irlandais choisirent de prendre les armes et tentèrent d'annexer par la force dans la péninsule entre la rivière Detroit et la rivière Niagara aux États-Unis lors de la courte Rébellion des Patriotes en 1837-1838.
Il faut, cependant, noter que même si les rébellions de 1837 aient été en partie motivées par ce type d'insatisfaction, le ressentiment des Canadiens à l'égard de la domination britannique n'a jamais atteint le degré qui a mené à la Révolution américaine en 1775. Notamment, la croissance de la population du Canada à la fin du XVIIIe et au début du XIXe siècles, dont une grande partie était constituée de loyalistes exilés des colonies américaines après la guerre d'Indépendance des États-Unis et fidèles à la couronne britannique. Pendant la période 1790-1837, les fonctionnaires impériaux dénoncèrent à plusieurs reprises le républicanisme de style américain et tentèrent de l'étouffer. Les rébellions ne furent pas déclenchées avec comme but l'annexion aux États-Unis, mais plutôt afin d'accroître l'indépendance politique par rapport à la Grande-Bretagne et d'assurer des réformes sociales libérales.

## Groupes annexionnistes modernes
En 1980, en Saskatchewan, le Parti Unionest fait la promotion d'une union des provinces de l'Ouest canadien avec les États-Unis. Il s'agit du groupe annexionniste connaissant la meilleure réussite politique, mais son succès était de courte durée et sa réalisation peu probable. Deux députés ont représenté le parti à l'Assemblée législative de la Saskatchewan, mais sont tous les deux passés dans une autre formation politique. Quelques semaines plus tard, le parti est dissous puisqu'il ne remplit pas les exigences requises pour obtenir le statut de parti officiel.
Au Québec, durant les années 1980, le Parti 51 préconise l'admission du Québec au titre du 51e État des États-Unis d'Amérique. Lors de l'élection québécoise de 1989, le parti obtient 3 846 voix, soit 0,11 % du vote populaire, c'est-à-dire moins de votes que le Parti marxiste-léniniste du Québec ou le parti satirique Parti citron. Il est ensuite dissous les années suivantes.

## Propositions d'annexion du Canada par Donald Trump
À partir de novembre 2024, Donald Trump exprime à plusieurs reprises son intention d'annexer le Canada pour en faire le 51e État américain. Lors d'une rencontre à Mar-a-Lago à laquelle assiste le premier ministre du Canada Justin Trudeau, Trump suggère pour la première fois que le Canada devrait rejoindre les États-Unis en tant qu'État américain, allant jusqu'à désigner Trudeau comme « gouverneur du Canada ».